# Nelly Viennot
Pour les articles homonymes, voir Viennot.
Nelly Viennot est une arbitre française de football, née le 8 janvier 1962 à Flers.

## Biographie
La carrière d'arbitre de Nelly Viennot commence en 1987. Elle arbitre son premier match international de football féminin en 1995.
En avril 1996, lors du match Paris SG-FC Martigues, elle est la première femme dans l'histoire du football français à officier sur la ligne de touche d'un match de première division. Elle est également sélectionnée pour les jeux olympiques d'été de 1996 à Atlanta, où elle est la seule arbitre de France au tournoi olympique de football. Le 21 décembre 2000, elle est victime d'un jet de pétard lors du match entre le RC Strasbourg et le FC Metz.
À partir de 2002, elle arbitre régulièrement des matchs de football masculin de Ligue 1 en tant qu'arbitre assistant, et fait des apparitions en Ligue des champions de l'UEFA. Viennot attire l'attention des médias internationaux quand elle est choisie parmi 82 candidats pour participer aux épreuves de sélection des arbitres pour la Coupe du monde de football de 2006, une première pour une femme. Elle est finalement éliminée à un test de sprint le 21 avril 2006, et ne fait pas partie des 60 arbitres nommés. Elle aurait été la première femme arbitre à une Coupe du monde masculine.
En 2007, elle atteint la limite d'âge (45 ans) et prend sa retraite en tant qu'arbitre de terrain. Depuis, elle est observatrice pour la Fédération française et l'UEFA, et supervise l'arbitrage lors de matchs nationaux et internationaux.

## Distinctions
- Chevalière de la Légion d'honneur (11 juillet 2025)[5].